# Keijo Laiho
Keijo Laiho ist ein ehemaliger finnischer Skispringer.

## Werdegang
In der Skisprungsaison 1965/66 startete Laiho bei einer Reihe von Wettbewerben in den USA. Sowohl in Ishpeming als auch in Iron Mountain belegte er den zweiten Platz. Mitte März 1966 wurde er bei einem internationalen Springen in Kaipola Dritter hinter Niilo Halonen und Bjørn Wirkola. Laiho sprang bei den Lahti Ski Games 1967 auf den 12. Platz. Bei seiner ersten Vierschanzentournee sprang er nur auf der Paul-Außerleitner-Schanze in Bischofshofen und erreichte dabei Rang 64 und damit Platz 45 der Tournee-Gesamtwertung. Bei der folgenden Vierschanzentournee 1968/69, die zudem Laihos letzte Tournee war, ließ er nur das Springen in Oberstdorf aus. Auf der Großen Olympiaschanze in Garmisch-Partenkirchen sprang Laiho auf Platz 29, bevor er in Innsbruck nur einen enttäuschenden 40. Platz erreichte. Die Tournee beendete er mit seiner besten Tournee-Einzelplatzierung als 20. in Bischofshofen. In der Gesamtwertung lag er am Ende auf dem 22. Platz.
Bei den Lahti Ski Games im März 1970 erreichte er den 14. Platz.

## Erfolge

### Vierschanzentournee-Platzierungen
| Saison  | Platz | Punkte |
| ------- | ----- | ------ |
| 1967/68 | 45.   | 675,9  |
| 1968/69 | 22.   | 754,9  |